# Thoracochromis schwetzi
Thoracochromis schwetzi és una espècie de peix pertanyent a la família dels cíclids i a l'ordre dels perciformes.

## Descripció
Fa 8,3 cm de llargària màxima.

## Reproducció
És de fecundació externa i les femelles incubadores bucals.

## Alimentació
El seu nivell tròfic és de 3,2.

## Hàbitat i distribució geogràfica
És un peix d'aigua dolça, bentopelàgic i de clima tropical (3°S-10°S), el qual viu a Àfrica: el riu Cuango (afluent del riu Kasai a la conca del riu Congo a Angola i la República Democràtica del Congo).

## Observacions
És inofensiu per als humans, el seu índex de vulnerabilitat és baix (10 de 100) i les seues principals amenaces són les activitats mineres (principalment, l'extracció de diamants) i la pesca.